# NGC 2406
NGC 2406 este o galaxie eliptică situată în constelația Gemenii. A fost descoperită în 7 februarie 1885 de către Édouard Stephan⁠(d). Se află la o distanță de 115,64 megaparseci de Pământ.